# Rhamphomyia deformipes
Rhamphomyia deformipes är en tvåvingeart som beskrevs av Saigusa 1963. Rhamphomyia deformipes ingår i släktet Rhamphomyia och familjen dansflugor. Inga underarter finns listade i Catalogue of Life.